# Erdélyi Zsófia
Erdélyi Zsófia (Budapest, 1987. december 10. –) magyar atléta.

## Sportpályafutása
A Gödöllői EAC-ban kezdett sportolni. 2002-ben negyedik volt a felnőtt magyar bajnokságon 3000 méter akadályon. 2006-ban 48. volt a junior mezeifutó Európa-bajnokságon. A junior vb-n 12. helyen végzett 3000 méter akadályfutásban. 2007-ben az U23-as Európa-bajnokságon 5000 méteren hatodik, 10 000 méteren hetedik lett. 2007-től az Egyesült Államokban egyetemi hallgató lett. 2008-ban az atlétikai csapat-Európa-bajnokságon nyolcadik volt. 2009-ben az U23-as Eb-n második lett 10 000 méteren, ötödik 5000 méteren. 2010-től az UTE versenyzője lett. A 2010-es atlétikai Európa-bajnokságon 13. helyen végzett 10 000 méteren. 2011-ben megnyerte a Las Vegas maratont. 2012-ben Houstonban lett ötödik. Ezen a versenyen teljesítette az olimpiai kiküldetési A-szintet. Az ötkarikás játékokon a 92. helyen ért célba. A mezeifutó Eb-n 40. helyen ért célba.
2013 novemberében Dubajban egy 10 kilométeres versenyt nyert, melynek köszönhetően az Európai Atlétikai Szövetség november hónap atlétájának választotta. A 2014-es atlétikai Európa-bajnokságon 21. lett 10 000 méteren. 2015 júniusában gyermeket szült. 2016 áprilisában Bécsben egy félmaratoni versenyt nyert, majd két hétre rá Düsseldorfban, egy újabb győzelem mellett teljesítette az olimpiai kiküldetési szintet. A 2016-os atlétikai Európa-bajnokságon félmaratonon 79. lett.

## Díjai, elismerései
- A hónap európai atlétája (2013. november)